# La Roche-Vanneau
 La Roche-Vanneau  là một xã thuộc tỉnh Côte-d’Or trong vùng Bourgogne-Franche-Comté miền đông nước Pháp.